# Văsoaia, Arad

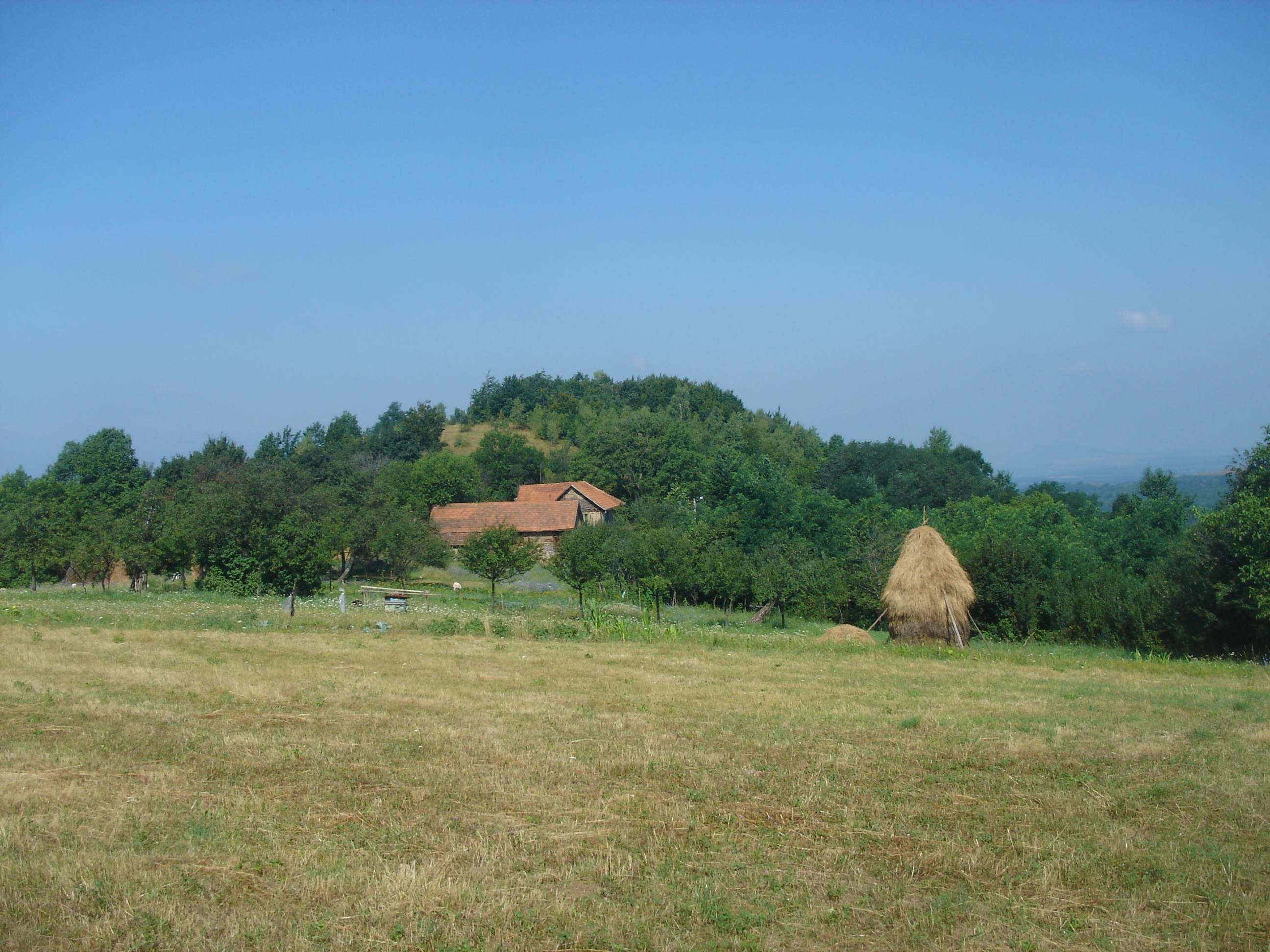

Văsoaia este un sat în comuna Chisindia din județul Arad, Crișana, România.